# Großer Preis von Finnland (Motorrad)

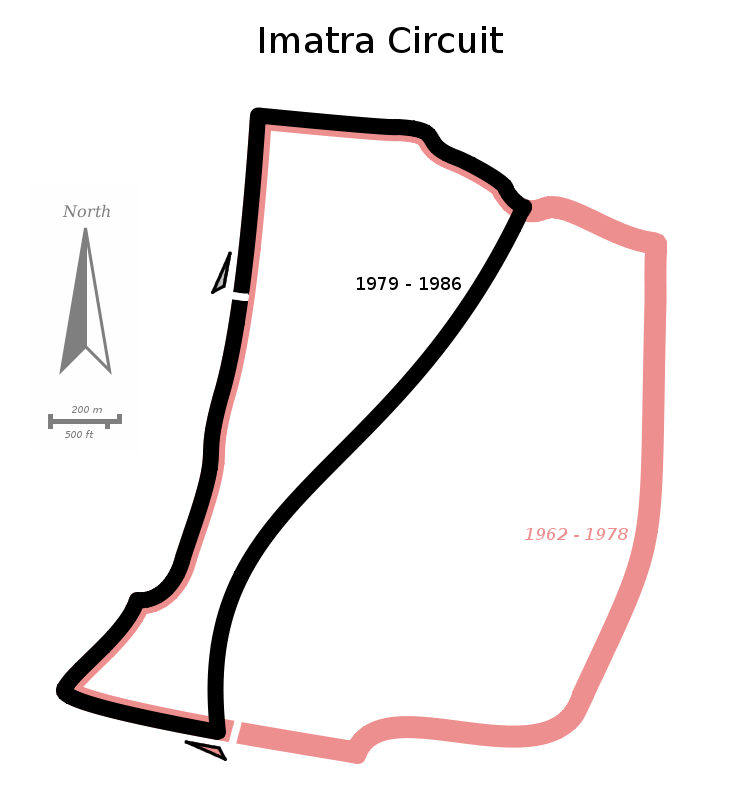
Streckengrafik der Rennstrecke von Imatra.

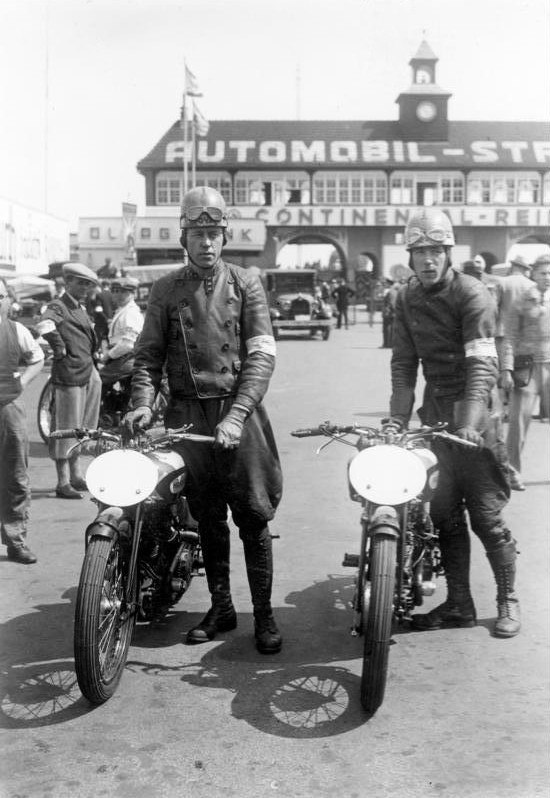
Die Sieger des Jahres 1932: die Husqvarna-Teamkollegen Gunnar Kalén (l.) und Ragnar Sunnqvist 1933 auf der Berliner AVUS.

Der Große Preis von Finnland für Motorräder war ein Motorrad-Rennen, das 36 Mal zwischen 1932 und 1982 ausgetragen wurde und 21 Mal zwischen 1962 und 1980 zur Motorrad-Weltmeisterschaft zählte.

## Geschichte
Der erste offizielle Große Preis von Finnland wurde 1932 im Rahmen des Eläintarhanajo im Park Eläintarha, in Helsinki ausgetragen. Die Sieger damals waren die schwedischen Husqvarna-Piloten Ragnar Sunnqvist und Gunnar Kalén. 1948 fand der erste Nachkriegs-Grand-Prix in Helsinki statt. In den folgenden Jahren gewann das Rennen international an Bedeutung so trugen sich erfolgreiche ausländische Piloten wie Ernst Hiller, Ken Kavanagh oder Tom Phillis in die Siegerlisten ein. 
1961 fand der Grand Prix erstmals auf der Pyynikki-Rennstrecke in Tampere statt. Im folgenden Jahr erhielt der Große Preis von Finnland erstmals WM-Status. 
Von 1964 bis 1982 wurde das Rennen in Imatra ausgetragen, danach stand es nicht mehr im WM-Kalender.
Im Juli 2017 schloss der Betreiber der sich damals im Bau befindlichen südfinnischen Rennstrecke KymiRing mit der Dorna, dem Rechteinhaber der Motorrad-Weltmeisterschaft einen Fünfjahresvertrag ab. Dieser sah vor, dass der KymiRing ab der Saison 2020 den Großen Preis von Finnland als WM-Lauf beherbergen sollte. Nachdem im August 2019 bereits MotoGP-Testfahrten auf der Strecke stattgefunden hatten, kam es infolge der COVID-19-Pandemie sowie anhaltender Bauverzögerungen bis einschließlich 2022 allerdings nicht zur Austragung eines Grand Prix. Auch für 2023 ist aufgrund finanzieller Schwierigkeiten kein Motorrad-Grand-Prix von Finnland vorgesehen.

## Statistik

### 1932
| Datum       | Strecke  | Klasse  | Sieger                       |
| ----------- | -------- | ------- | ---------------------------- |
| 8. Mai 1932 | Helsinki | 350 cm³ | Ragnar Sunnqvist (Husqvarna) |
| 8. Mai 1932 | Helsinki | 500 cm³ | Gunnar Kalén (Husqvarna)     |

### Von 1948 bis 1961 (nicht im Rahmen der Motorrad-WM)
| Jahr | Strecke  | Klasse   | Sieger                                       |
| ---- | -------- | -------- | -------------------------------------------- |
| 1948 | Helsinki | 250 cm³  | Curt Ginman (DKW)                            |
| 1948 | Helsinki | 350 cm³  | Roger Laurent (Velocette)                    |
| 1948 | Helsinki | 500 cm³  | Walter Bergström (Norton)                    |
|      |          |          |                                              |
| 1949 | Helsinki | 250 cm³  | Holger Bergström (NSU)                       |
| 1949 | Helsinki | 350 cm³  | Curt Ginman (Velocette)                      |
| 1949 | Helsinki | 500 cm³  | Walter Bergström (Norton)                    |
|      |          |          |                                              |
| 1950 | Helsinki | 350 cm³  | Ernie Thomas (Velocette)                     |
| 1950 | Helsinki | 500 cm³  | Raine Lampinen (Triumph)                     |
|      |          |          |                                              |
| 1951 | Helsinki | 350 cm³  | Susi-Olle Nygren (A.J.S.)                    |
| 1951 | Helsinki | 500 cm³  | Allan Dudley-Yard (DW Special-Triumph)       |
|      |          |          |                                              |
| 1952 | Helsinki | 350 cm³  | Curt Ginman (A.J.S.)                         |
| 1952 | Helsinki | 500 cm³  | Allan Dudley-Yard (DW Special-Triumph)       |
|      |          |          |                                              |
| 1953 | Helsinki | 350 cm³  | Allan Dudley-Yard (DW Special-BSA)           |
| 1953 | Helsinki | 500 cm³  | Allan Dudley-Yard (DW Special-Triumph)       |
|      |          |          |                                              |
| 1954 | Helsinki | 350 cm³  | Sven Andersson (A.J.S.)                      |
| 1954 | Helsinki | 500 cm³  | Esko Lahti (Triumph)                         |
|      |          |          |                                              |
| 1955 | Helsinki | 350 cm³  | Keith Campbell (Norton)                      |
| 1955 | Helsinki | 500 cm³  | Nils Schröder (Norton)                       |
|      |          |          |                                              |
| 1956 | Helsinki | 350 cm³  | Keith Campbell (Norton)                      |
| 1956 | Helsinki | 500 cm³  | Kuno Johansson (Matchless)                   |
|      |          |          |                                              |
| 1957 | Helsinki | 350 cm³  | Geoff Monty (Norton)                         |
| 1957 | Helsinki | 500 cm³  | Ernst Hiller (BMW)                           |
| 1957 | Helsinki | Gespanne | Werner Großmann / Alfred Schmidt (BMW)       |
|      |          |          |                                              |
| 1958 | Helsinki | 350 cm³  | Austin Carson (Norton)                       |
| 1958 | Helsinki | 500 cm³  | Ernst Hiller (BMW)                           |
| 1958 | Helsinki | Gespanne | Jacques Drion / Inge Grunwald-Stoll (Norton) |
|      |          |          |                                              |
| 1959 | Helsinki | 125 cm³  | Ken Kavanagh (Ducati)                        |
| 1959 | Helsinki | 350 cm³  | Peter Ferbrache (A.J.S.)                     |
| 1959 | Helsinki | 500 cm³  | Peter Ferbrache (Matchless)                  |
| 1959 | Helsinki | Gespanne | Edgar Strub / Jo Siffert (BMW)               |
|      |          |          |                                              |
| 1960 | Helsinki | 125 cm³  | Hans Fischer (MZ)                            |
| 1960 | Helsinki | 350 cm³  | Peter Ferbrache (A.J.S.)                     |
| 1960 | Helsinki | 500 cm³  | Tom Phillis (Norton)                         |
|      |          |          |                                              |
| 1961 | Tampere  | 350 cm³  | Miroslav Cada (Jawa)                         |
| 1961 | Tampere  | 500 cm³  | Mike Duff (Matchless)                        |

### Von 1962 bis 1972
| Jahr | Strecke | Klasse   | Sieger                          | Zweiter                           | Dritter                           | Schn. Rennrunde              |
| ---- | ------- | -------- | ------------------------------- | --------------------------------- | --------------------------------- | ---------------------------- |
| 1962 | Tampere | 50 cm³   | Luigi Taveri (Honda)            | Tommy Robb (Honda)                | Hans Georg Anscheidt (Kreidler)   | Luigi Taveri (Honda)         |
| 1962 | Tampere | 125 cm³  | Jim Redman (Honda)              | Luigi Taveri (Honda)              | Alan Shepherd (MZ)                | Alan Shepherd (MZ)           |
| 1962 | Tampere | 350 cm³  | Tommy Robb (Honda)              | Jim Redman (Honda)                | Alan Shepherd (MZ)                | Tommy Robb (Honda)           |
| 1962 | Tampere | 500 cm³  | Alan Shepherd (Matchless)       | Sven-Olof Gunnarsson (Norton)     | František Šťastný (Jawa)          | Alan Shepherd (Matchless)    |
|      |         |          |                                 |                                   |                                   |                              |
| 1963 | Tampere | 50 cm³   | Hans Georg Anscheidt (Kreidler) | Mitsuo Itō (Suzuki)               | Hugh Anderson (Suzuki)            | Hugh Anderson (Suzuki)       |
| 1963 | Tampere | 125 cm³  | Hugh Anderson (Suzuki)          | Luigi Taveri (Honda)              | Alan Shepherd (MZ)                | Hugh Anderson (Suzuki)       |
| 1963 | Tampere | 350 cm³  | Mike Hailwood (MV Agusta)       | Jim Redman (Honda)                | Sven-Olof Gunnarsson (Norton)     | Mike Hailwood (MV Agusta)    |
| 1963 | Tampere | 500 cm³  | Mike Hailwood (MV Agusta)       | Alan Shepherd (Matchless)         | Mike Duff (Matchless)             | Mike Hailwood (MV Agusta)    |
|      |         |          |                                 |                                   |                                   |                              |
| 1964 | Imatra  | 50 cm³   | Hugh Anderson (Suzuki)          | Hans Georg Anscheidt (Kreidler)   | Luigi Taveri (Kreidler)           | Hugh Anderson (Suzuki)       |
| 1964 | Imatra  | 125 cm³  | Luigi Taveri (Honda)            | Ralph Bryans (Honda)              | Jim Redman (Honda)                | Jim Redman (Honda)           |
| 1964 | Imatra  | 350 cm³  | Jim Redman (Honda)              | Bruce Beale (Honda)               | Endel Kiisa (CKEB)                | Jim Redman (Honda)           |
| 1964 | Imatra  | 500 cm³  | Jack Ahearn (Norton)            | Mike Duff (Matchless)             | Gyula Marsovszky (Matchless)      | Mike Duff (Matchless)        |
|      |         |          |                                 |                                   |                                   |                              |
| 1965 | Imatra  | 125 cm³  | Hugh Anderson (Suzuki)          | Frank Perris (Suzuki)             | Joachim Leitert (MZ)              | Hugh Anderson (Suzuki)       |
| 1965 | Imatra  | 250 cm³  | Mike Duff (Yamaha)              | Heinz Rosner (MZ)                 | Ralph Bryans (Honda)              | Mike Duff (Yamaha)           |
| 1965 | Imatra  | 350 cm³  | Giacomo Agostini (MV Agusta)    | Bruce Beale (Honda)               | František Boček (Jawa)            | Giacomo Agostini (MV Agusta) |
| 1965 | Imatra  | 500 cm³  | Giacomo Agostini (MV Agusta)    | Paddy Driver (Matchless)          | Fred Stevens (Matchless)          | Giacomo Agostini (MV Agusta) |
|      |         |          |                                 |                                   |                                   |                              |
| 1966 | Imatra  | 125 cm³  | Phil Read (Yamaha)              | Luigi Taveri (Honda)              | Ralph Bryans (Honda)              | Luigi Taveri (Honda)         |
| 1966 | Imatra  | 250 cm³  | Mike Hailwood (Honda)           | Stuart Graham (Honda)             | František Šťastný (Jawa)          | Mike Hailwood (Honda)        |
| 1966 | Imatra  | 350 cm³  | Mike Hailwood (Honda)           | Heinz Rosner (MZ)                 | Jack Ahearn (Norton)              | Mike Hailwood (Honda)        |
| 1966 | Imatra  | 500 cm³  | Giacomo Agostini (MV Agusta)    | Mike Hailwood (Honda)             | Jack Findlay (McIntyre-Matchless) | Giacomo Agostini (MV Agusta) |
|      |         |          |                                 |                                   |                                   |                              |
| 1967 | Imatra  | 125 cm³  | Stuart Graham (Suzuki)          | Bill Ivy (Yamaha)                 | Dave Simmonds (Kawasaki)          | Bill Ivy (Yamaha)            |
| 1967 | Imatra  | 250 cm³  | Mike Hailwood (Honda)           | Bill Ivy (Yamaha)                 | Derek Woodman (MZ)                | Mike Hailwood (Honda)        |
| 1967 | Imatra  | 500 cm³  | Giacomo Agostini (MV Agusta)    | John Hartle (Métisse-Matchless)   | Billie Nelson (Norton)            | Giacomo Agostini (MV Agusta) |
| 1967 | Imatra  | Gespanne | Enders / Engelhardt (BMW)       | Attenberger / Schillinger (BMW)   | Auerbacher / Dein (BMW)           | Enders / Engelhardt (BMW)    |
|      |         |          |                                 |                                   |                                   |                              |
| 1968 | Imatra  | 125 cm³  | Phil Read (Yamaha)              | Bill Ivy (Yamaha)                 | Heinz Rosner (MZ)                 | Bill Ivy (Yamaha)            |
| 1968 | Imatra  | 250 cm³  | Phil Read (Yamaha)              | Heinz Rosner (MZ)                 | Rodney Gould (Bultaco-Yamaha)     | Phil Read (Yamaha)           |
| 1968 | Imatra  | 500 cm³  | Giacomo Agostini (MV Agusta)    | Jack Findlay (McIntyre-Matchless) | Derek Woodman (Seeley)            | Giacomo Agostini (MV Agusta) |
| 1968 | Imatra  | Gespanne | Fath / Kalauch (URS)            | Luthringshauser / Hughes (BMW)    | Auerbacher / Hahn (BMW)           | Fath / Kalauch (URS)         |
|      |         |          |                                 |                                   |                                   |                              |
| 1969 | Imatra  | 125 cm³  | Dave Simmonds (Kawasaki)        | Günter Bartusch (MZ)              | Cees van Dongen (Suzuki)          | Dave Simmonds (Kawasaki)     |
| 1969 | Imatra  | 250 cm³  | Kent Andersson (Yamaha)         | Günter Bartusch (MZ)              | Börje Jansson (Yamaha)            | Kent Andersson (Yamaha)      |
| 1969 | Imatra  | 350 cm³  | Giacomo Agostini (MV Agusta)    | Rodney Gould (Yamaha)             | Giuseppe Visenzi (Yamaha)         | Giacomo Agostini (MV Agusta) |
| 1969 | Imatra  | 500 cm³  | Giacomo Agostini (MV Agusta)    | Billie Nelson (Paton)             | Godfrey Nash (Norton)             | Giacomo Agostini (MV Agusta) |
| 1969 | Imatra  | Gespanne | Enders / Engelhardt (BMW)       | Lünemann / Bengtsson (BMW)        | Luthringshauser / Hughes (BMW)    | Fath / Kalauch (URS)         |
|      |         |          |                                 |                                   |                                   |                              |
| 1970 | Imatra  | 125 cm³  | Dave Simmonds (Kawasaki)        | Thomas Heuschkel (MZ)             | Hartmut Bischoff (MZ)             | Ángel Nieto (Derbi)          |
| 1970 | Imatra  | 250 cm³  | Rodney Gould (Yamaha)           | Kent Andersson (Yamaha)           | Paul Smart (Yamaha)               | Rodney Gould (Yamaha)        |
| 1970 | Imatra  | 350 cm³  | Giacomo Agostini (MV Agusta)    | Kent Andersson (Yamaha)           | Rodney Gould (Yamaha)             | Giacomo Agostini (MV Agusta) |
| 1970 | Imatra  | 500 cm³  | Giacomo Agostini (MV Agusta)    | Ginger Molloy (Kawasaki)          | Alberto Pagani (Linto)            | Giacomo Agostini (MV Agusta) |
| 1970 | Imatra  | Gespanne | Enders / Engelhardt (BMW)       | Schauzu / Rutterford (BMW)        | Butscher / Huber (BMW)            | Enders / Engelhardt (BMW)    |
|      |         |          |                                 |                                   |                                   |                              |
| 1971 | Imatra  | 125 cm³  | Barry Sheene (Suzuki)           | Dieter Braun (Maico)              | Gert Bender (Maico)               | Barry Sheene (Suzuki)        |
| 1971 | Imatra  | 250 cm³  | Rodney Gould (Yamaha)           | John Dodds (Yamaha)               | Dieter Braun (Yamaha)             | Jarno Saarinen (Yamaha)      |
| 1971 | Imatra  | 350 cm³  | Giacomo Agostini (MV Agusta)    | Jarno Saarinen (Yamaha)           | Billie Nelson (Yamaha)            | Giacomo Agostini (MV Agusta) |
| 1971 | Imatra  | 500 cm³  | Giacomo Agostini (MV Agusta)    | Dave Simmonds (Kawasaki)          | Rob Bron (Suzuki)                 | Giacomo Agostini (MV Agusta) |
| 1971 | Imatra  | Gespanne | Owesle / Rutterford (Münch-URS) | Wegener / Heinrichs (BMW)         | Castella / Castella (BMW)         | Schauzu / Kalauch (BMW)      |
|      |         |          |                                 |                                   |                                   |                              |
| 1972 | Imatra  | 125 cm³  | Kent Andersson (Yamaha)         | Ángel Nieto (Derbi)               | Dieter Braun (Maico)              | Kent Andersson (Yamaha)      |
| 1972 | Imatra  | 250 cm³  | Jarno Saarinen (Yamaha)         | Silvio Grassetti (MZ)             | Kent Andersson (Yamaha)           | Jarno Saarinen (Yamaha)      |
| 1972 | Imatra  | 350 cm³  | Giacomo Agostini (MV Agusta)    | Jarno Saarinen (Yamaha)           | Renzo Pasolini (Aermacchi)        | Giacomo Agostini (MV Agusta) |
| 1972 | Imatra  | 500 cm³  | Giacomo Agostini (MV Agusta)    | Alberto Pagani (MV Agusta)        | Rodney Gould (Yamaha)             | Giacomo Agostini (MV Agusta) |
| 1972 | Imatra  | Gespanne | Vincent / Casey (Münch-URS)     | Enders / Engelhardt (Busch-BMW)   | Schauzu / Kalauch (BMW)           | Vincent / Casey (Münch-URS)  |

### Von 1973 bis 1982
| Jahr | Strecke | Klasse   | Sieger                             | Zweiter                                | Dritter                             | Pole-Position                          | Schn. Rennrunde                                         |
| ---- | ------- | -------- | ---------------------------------- | -------------------------------------- | ----------------------------------- | -------------------------------------- | ------------------------------------------------------- |
| 1973 | Imatra  | 125 cm³  | Otello Buscherini (Malanca)        | Kent Andersson (Yamaha)                | Börje Jansson (Maico)               | Kent Andersson (Yamaha)                | Otello Buscherini (Malanca)                             |
| 1973 | Imatra  | 250 cm³  | Teuvo Länsivuori (Yamaha)          | Dieter Braun (Yamaha)                  | John Dodds (Yamaha)                 | Teuvo Länsivuori (Yamaha)              | Teuvo Länsivuori (Yamaha)                               |
| 1973 | Imatra  | 350 cm³  | Giacomo Agostini (MV Agusta)       | Phil Read (MV Agusta)                  | John Dodds (Yamaha)                 | Teuvo Länsivuori (Yamaha)              | John Dodds (Yamaha)                                     |
| 1973 | Imatra  | 500 cm³  | Giacomo Agostini (MV Agusta)       | Phil Read (MV Agusta)                  | Bruno Kneubühler (Yamaha)           | Giacomo Agostini (MV Agusta)           | Giacomo Agostini (MV Agusta)                            |
| 1973 | Imatra  | Gespanne | Rahko / Laatikainen (Honda)        | Palomäki / Vesterinen (BMW)            | Moskari / Sten (BMW)                | unbekannt                              | Satukangas / Alanen (Sachs)                             |
|      |         |          |                                    |                                        |                                     |                                        |                                                         |
| 1974 | Imatra  | 50 cm³   | Julien van Zeebroeck (Kreidler)    | Rudolf Kunz (Kreidler)                 | Ulrich Graf (Kreidler)              | Julien van Zeebroeck (Kreidler)        | Julien van Zeebroeck (Kreidler)                         |
| 1974 | Imatra  | 250 cm³  | Walter Villa (Harley-Davidson)     | Michel Rougerie (Harley-Davidson)      | Dieter Braun (Yamaha)               | Michel Rougerie (Harley-Davidson)      | Walter Villa (Harley-Davidson)                          |
| 1974 | Imatra  | 350 cm³  | John Dodds (Yamaha)                | Bruno Kneubühler (Yamaha)              | Dieter Braun (Yamaha)               | Teuvo Länsivuori (Yamaha)              | Bruno Kneubühler (Yamaha)                               |
| 1974 | Imatra  | 500 cm³  | Phil Read (MV Agusta)              | Gianfranco Bonera (MV Agusta)          | Teuvo Länsivuori (Yamaha)           | Phil Read (MV Agusta)                  | Teuvo Länsivuori (Yamaha)                               |
|      |         |          |                                    |                                        |                                     |                                        |                                                         |
| 1975 | Imatra  | 50 cm³   | Ángel Nieto (Kreidler)             | Eugenio Lazzarini (Piovaticci)         | Rudolf Kunz (Kreidler)              | Eugenio Lazzarini (Piovaticci)         | Ángel Nieto (Kreidler)                                  |
| 1975 | Imatra  | 250 cm³  | Michel Rougerie (Harley-Davidson)  | Johnny Cecotto (Yamaha)                | Otello Buscherini (Yamaha)          | Michel Rougerie (Harley-Davidson)      | Johnny Cecotto (Yamaha)                                 |
| 1975 | Imatra  | 350 cm³  | Johnny Cecotto (Yamaha)            | Giacomo Agostini (Yamaha)              | Patrick Pons (Yamaha)               | Johnny Cecotto (Yamaha)                | Patrick Pons (Yamaha)                                   |
| 1975 | Imatra  | 500 cm³  | Giacomo Agostini (Yamaha)          | Teuvo Länsivuori (Yamaha)              | Jack Findlay (Yamaha)               | Gianfranco Bonera (MV Agusta)          | Giacomo Agostini (Yamaha)                               |
|      |         |          |                                    |                                        |                                     |                                        |                                                         |
| 1976 | Imatra  | 50 cm³   | Julien van Zeebroeck (Kreidler)    | Ulrich Graf (Kreidler)                 | Eugenio Lazzarini (UFO)             | Ángel Nieto (Bultaco)                  | Ulrich Graf (Kreidler)                                  |
| 1976 | Imatra  | 125 cm³  | Pier Paolo Bianchi (Morbidelli)    | Gert Bender (Bender)                   | Henk van Kessel (AGV-Condor)        | Pier Paolo Bianchi (Morbidelli)        | Pier Paolo Bianchi (Morbidelli)                         |
| 1976 | Imatra  | 250 cm³  | Walter Villa (Harley-Davidson)     | Takazumi Katayama (Yamaha)             | Gianfranco Bonera (Harley-Davidson) | Walter Villa (Harley-Davidson)         | Gianfranco Bonera (Harley-Davidson)                     |
| 1976 | Imatra  | 350 cm³  | Walter Villa (Harley-Davidson)     | Dieter Braun (Morbidelli)              | Tom Herron (Yamaha)                 | Walter Villa (Harley-Davidson)         | Dieter Braun (Morbidelli)                               |
| 1976 | Imatra  | 500 cm³  | Pat Hennen (Suzuki)                | Teuvo Länsivuori (Suzuki)              | Philippe Coulon (Suzuki)            | Giacomo Agostini (Suzuki)              | John Newbold (Suzuki)                                   |
|      |         |          |                                    |                                        |                                     |                                        |                                                         |
| 1977 | Imatra  | 125 cm³  | Pier Paolo Bianchi (Morbidelli)    | Eugenio Lazzarini (Morbidelli)         | J.-L. Guignabodet (Morbidelli)      | Pier Paolo Bianchi (Morbidelli)        | Pier Paolo Bianchi (Morbidelli)                         |
| 1977 | Imatra  | 250 cm³  | Walter Villa (Harley-Davidson)     | Mick Grant (Kawasaki)                  | Kork Ballington (Yamaha)            | Alan North (Yamaha)                    | Walter Villa (Harley-Davidson)                          |
| 1977 | Imatra  | 350 cm³  | Takazumi Katayama (Yamaha)         | Christian Sarron (Yamaha)              | Jon Ekerold (Yamaha)                | Johnny Cecotto (Yamaha)                | Jon Ekerold (Yamaha)                                    |
| 1977 | Imatra  | 500 cm³  | Johnny Cecotto (Yamaha)            | Marco Lucchinelli (Suzuki)             | Gianfranco Bonera (Suzuki)          | Barry Sheene (Suzuki)                  | Johnny Cecotto (Yamaha)                                 |
|      |         |          |                                    |                                        |                                     |                                        |                                                         |
| 1978 | Imatra  | 125 cm³  | Ángel Nieto (Minarelli)            | Eugenio Lazzarini (MBA)                | Harald Bartol (Morbidelli)          | Eugenio Lazzarini (MBA)                | Ángel Nieto (Minarelli)                                 |
| 1978 | Imatra  | 250 cm³  | Kork Ballington (Kawasaki)         | Gregg Hansford (Kawasaki)              | Mario Lega (Morbidelli)             | Gregg Hansford (Kawasaki)              | Kork Ballington (Kawasaki)                              |
| 1978 | Imatra  | 350 cm³  | Kork Ballington (Kawasaki)         | Takazumi Katayama (Yamaha)             | Tom Herron (Yamaha)                 | Kork Ballington (Kawasaki)             | Takazumi Katayama (Yamaha)                              |
| 1978 | Imatra  | 500 cm³  | Wil Hartog (Suzuki)                | Takazumi Katayama (Yamaha)             | Johnny Cecotto (Yamaha)             | Johnny Cecotto (Yamaha)                | Johnny Cecotto (Yamaha)                                 |
|      |         |          |                                    |                                        |                                     |                                        |                                                         |
| 1979 | Imatra  | 125 cm³  | Ricardo Tormo (Bultaco)            | Matti Kinnunen (MBA)                   | Hans Müller (MBA)                   | Stefan Dörflinger (Morbidelli)         | Ricardo Tormo (Bultaco)                                 |
| 1979 | Imatra  | 250 cm³  | Kork Ballington (Kawasaki)         | Gregg Hansford (Kawasaki)              | Patrick Fernandez (Yamaha)          | Toni Mang (Kawasaki)                   | Gregg Hansford (Kawasaki)                               |
| 1979 | Imatra  | 350 cm³  | Gregg Hansford (Kawasaki)          | Patrick Fernandez (Yamaha)             | Pentti Korhonen (Yamaha)            | Kork Ballington (Kawasaki)             | Gregg Hansford (Kawasaki)                               |
| 1979 | Imatra  | 500 cm³  | Boet van Dulmen (Suzuki)           | Randy Mamola (Suzuki)                  | Barry Sheene (Suzuki)               | Boet van Dulmen (Suzuki)               | Jack Middelburg (Suzuki)                                |
|      |         |          |                                    |                                        |                                     |                                        |                                                         |
| 1980 | Imatra  | 125 cm³  | Ángel Nieto (Minarelli)            | Pier Paolo Bianchi (MBA)               | Hans Müller (MBA)                   | Guy Bertin (Motobécane)                | Ángel Nieto (Minarelli)                                 |
| 1980 | Imatra  | 250 cm³  | Kork Ballington (Kawasaki)         | Toni Mang (Krauser)                    | Roland Freymond (Ad Majora)         | Toni Mang (Krauser)                    | Kork Ballington (Kawasaki)                              |
| 1980 | Imatra  | 500 cm³  | Wil Hartog (Suzuki)                | Kenny Roberts sr. (Yamaha)             | Franco Uncini (Suzuki)              | Graziano Rossi (Suzuki)                | Marco Lucchinelli (Suzuki)                              |
| 1980 | Imatra  | Gespanne | Taylor / Johansson (Windle-Yamaha) | Schwärzel / Huber (Yamaha)             | Holzer / Meierhans (LCR-Yamaha)     | Michel / Burkhard (Seymaz-Yamaha)      | Biland / Waltisperg (LCR-Yamaha)                        |
|      |         |          |                                    |                                        |                                     |                                        |                                                         |
| 1981 | Imatra  | 125 cm³  | Ángel Nieto (Minarelli)            | Jacques Bolle (Motobécane)             | Maurizio Vitali (MBA)               | Pier Paolo Bianchi (MBA)               | Hans Müller (MBA)                                       |
| 1981 | Imatra  | 250 cm³  | Toni Mang (Kawasaki)               | Jean-François Baldé (Kawasaki)         | J.-L. Guignabodet (Kawasaki)        | Toni Mang (Kawasaki)                   | Toni Mang (Kawasaki)                                    |
| 1981 | Imatra  | 500 cm³  | Marco Lucchinelli (Suzuki)         | Randy Mamola (Suzuki)                  | Kork Ballington (Kawasaki)          | Marco Lucchinelli (Suzuki)             | Marco Lucchinelli (Suzuki) und Jack Middelburg (Suzuki) |
| 1981 | Imatra  | Gespanne | Biland / Waltisperg (LCR-Yamaha)   | Taylor / Johansson (Fowler-Yamaha)     | Schwärzel / Huber (Seymaz-Yamaha)   | Biland / Waltisperg (LCR-Yamaha)       | Schwärzel / Huber (Seymaz-Yamaha)                       |
|      |         |          |                                    |                                        |                                     |                                        |                                                         |
| 1982 | Imatra  | 125 cm³  | Iván Palazzese (MBA)               | August Auinger (Bartol-MBA)            | Johnny Wickström (MBA)              | Hans Müller (MBA)                      | Iván Palazzese (MBA)                                    |
| 1982 | Imatra  | 250 cm³  | Christian Sarron (Yamaha)          | Didier de Radiguès (Chevallier-Yamaha) | Sito Pons (Kobas-Rotax)             | Didier de Radiguès (Chevallier-Yamaha) | Christian Sarron (Yamaha)                               |
| 1982 | Imatra  | 350 cm³  | Toni Mang (Kawasaki)               | Christian Sarron (Yamaha)              | Donnie Robinson (Yamaha)            | Didier de Radiguès (Chevallier-Yamaha) | Toni Mang (Kawasaki)                                    |
| 1982 | Imatra  | Gespanne | Biland / Waltisperg (LCR-Yamaha)   | Michel / Burkhard (Seymaz-Yamaha)      | Schwärzel / Huber (Seymaz-Yamaha)   | Biland / Waltisperg (LCR-Yamaha)       | Biland / Waltisperg (LCR-Yamaha)                        |